# Baranów (gemeente in powiat Puławski)
De gemeente Baranów is een landgemeente in het Poolse woiwodschap Lublin, in powiat Puławski.
De zetel van de gemeente is in Baranów.
Op 30 juni 2004 telde de gemeente 4241 inwoners.

## Oppervlakte gegevens
In 2002 bedroeg de totale oppervlakte van gemeente Baranów 85,03 km², waarvan:
- agrarisch gebied: 69%
- bossen: 21%

De gemeente beslaat 9,11% van de totale oppervlakte van de powiat.

## Demografie
Stand op 30 juni 2004:
| Omschrijving                   | Totaal | Totaal | Vrouwen | Vrouwen | Mannen | Mannen |
| ------------------------------ | ------ | ------ | ------- | ------- | ------ | ------ |
| eenheid                        | aantal | %      | aantal  | %       | aantal | %      |
| inwoners                       | 4241   | 100    | 2182    | 51,5    | 2059   | 48,5   |
| bevolkingsdichtheid (inw./km²) | 49,9   | 49,9   | 25,7    | 25,7    | 24,2   | 24,2   |

In 2002 bedroeg het gemiddelde inkomen per inwoner 1243,03 zł.

## Aangrenzende gemeenten
Abramów, Jeziorzany, Michów, Ułęż, Żyrzyn